# Dasophrys personatus
Dasophrys personatus är en tvåvingeart som beskrevs av Ignaz Rudolph Schiner 1868. Dasophrys personatus ingår i släktet Dasophrys och familjen rovflugor. Inga underarter finns listade i Catalogue of Life.